# Tomer Hemed
Tomer Hemed (Hebreeuws: תומר חמד) (Haifa, 2 mei 1987) is een Israëlisch profvoetballer die doorgaans als aanvaller speelt. Hemed debuteerde in 2011 in het Israëlisch voetbalelftal.

## Carrière

### Maccabi Haifa

#### Seizoen 2006/07
Maccabi Haifa stond al eerste in de Ligat Ha'Al, toen Hemed op werd geroepen voor het eerste elftal. Hij maakte zijn debuut als invaller tegen Bnei Yehuda Tel Aviv in maart 2006. Naast zijn werk voor het eerste elftal, speelde Hemed ook nog steeds mee met het jeugdelftal, waar hij in 21 wedstrijden tien goals wist te maken. In 2007 speelde hij mee met het Torneo di Viareggio, waar hij eenmaal wist te scoren, ondanks dat Maccabi Haifa al in de groepsfase uit het toernooi vloog.

#### 2007–2010
Hemed werd achtereenvolgens verhuurd aan Maccabi Herzliya, Bnei Yehuda en Ahi Nazareth. Bij die laatste club speelde hij onder coach John Gregory. Hij liet Hemed veel spelen en daardoor groeide de aanvaller op alle punten. In de Daily Mail omschreef Gregory Hemed als zijn sterspeler. Ahi Nazareth werd laatste in de competitie, maar Hemed wist toch negen keer te scoren voor de ploeg.

#### Seizoen 2010/11
In het seizoen 2010/11 werd Hemed een belangrijke speler in de basisopstelling van Maccabi Haifa en in 22 wedstrijden scoorde hij vijftien doelpunten. Maccabi Haifa werd landskampioen en Hemed kroonde zichzelf als topscorer in de Liga Ha'Al. Zijn goede kwaliteiten bleven ook niet opgemerkt bij de Israëlische nationale ploeg. In mei 2011 speelde Hemed zijn eerste duel voor zijn land, in een vriendschappelijke wedstrijd tegen Dinamo Kiev, waar hij ook wist te scoren. Zijn officiële debuut was tegen Letland op 4 juni. In het met 2-1 gewonnen duel gaf hij een assist op Yossi Benayoun.

### Spanje
Op 18 juni 2011 tekende Hemed een contract bij Real Mallorca. In het seizoen 2014/15 speelde Hemed voor UD Almería.

### Brighton & Hove Albion
Hij verruilde UD Almería in 2015 voor Brighton & Hove Albion, waarmee hij in 2017 naar de Premier League promoveerde.